# دوريان بيلي
دوريان جوزي بيلي (من مواليد 28 يناير 1997) هي لاعبة كرة قدم أمريكية محترفة تلعب كلاعب خط وسط في نادي باي إف سي في الدوري الوطني لكرة القدم للسيدات (NWSL). لقد لعبت كرة القدم الجامعية لفريق نورث كارولينا تار هيلز قبل أن يتم اختيارها من قبل واشنطن سبيريت في الجولة الأولى من مشروع الدوري الوطني لكرة القدم للسيدات 2019.